# Ковадонґа О’Ші
Ковадонґа О'Ші (ісп. Covadonga O'Shea) — іспанська журналістка, письменниця і бізнесменка. Насамперед відома як засновниця журналу «Telva».

## Біографія
Народилася 29 квітня 1938 року в Гечо, Біскайя, Іспанія. Одна з семи дітей у сім'ї О'Ші-Артіньяно, що належала до біскайської аристократії. Її батько — Хосе О'Ші Себастіан, а матір — Марія Асунсьйон Артіньяно Лусарраґа. Її сестра, Палома О'Ші, вийшла заміж за Еміліо Ботіна, а її брат, Ігнаціо Марія О'Ші, став одним із 46 засуджених у ході процесу 18/98, за співпрацю з терористичною організацією «ЕТА».
Закінчивши єзуїтську школу, наприкінці 1960-х почала вивчати журналістику, а також філософію та письмо (як частину курсу сучасних гуманітарних наук) в Університеті Опус Деї в місті Наварра. Закінчивши виш, розпочала свою професійну кар'єру з того, що разом з чотирма іншими однодумцями заснувала перший в Іспанії жіночий журнал «Telva», який нині став найстарішим та найуспішнішим (з точки зору продажів) виданням такого типу в країні.
1997 року відійшла від прямого керівництва журналом «Telva» та заснувала школу модельного бізнесу «ISEM», яка випускає магістрів ділового адміністрування з модельного бізнесу, а також пропонує курси з підготовки фахівців, які спеціалізуються на управлінні брендами, логістиці, дистрибуції, візуальному мерчандайзингу та інших сферах у світі моди. Вона також є засновницею некомерційної організації «Tecnomoda Foundation», яка проводить професійні підготовчі програми для співробітників сфери моди і текстильної промисловості. Ба більше, О'Ші входить до Консультативної ради Музею Костюма (Мадрид).

## Переклади українською
- Ковадонґа О'Ші. Феномен Zara. — Book Chef, 2017. — 216 с. — ISBN 978-617-7347-48-3.